# إيفا مينارتشيكوفا
إيفا مينارتشيكوفا مواليد 3 يوليو 1992 في جيلينا، سلوفاكيا، هي لاعبة كرة يد سلوفاكية تلعب كمحور. مثلت منتخب سلوفاكيا لكرة اليد للسيدات.

## سجل المنافسة
شاركت في البطولات التالية:
- بطولة أوروبا لكرة اليد للسيدات 2014